# وانگ شنچائو
وانگ شنچائو (انگلیسی: Wang Shenchao؛ زادهٔ ۸ فوریهٔ ۱۹۸۹) بازیکن فوتبال اهل چین است.
از باشگاه‌هایی که در آن بازی کرده‌است می‌توان به باشگاه فوتبال شانگهای پورت اشاره کرد.
وی همچنین در تیم ملی فوتبال چین بازی کرده‌است.